# 普蘭特 (阿肯色州)
普蘭特（英語：Plant）是位於美國阿肯色州范布倫縣的一個非建制地區。該地的面積和人口皆未知。

## 地理
普蘭特的座標為35°43′25″N 92°27′38″W / 35.72361°N 92.46056°W，而該地的平均海拔高度為米（即英尺）。